# Mihai Romilă
Mihai Romilă (n. 1 octombrie 1950, Huși, Vaslui, România – d. 27 iunie 2020) a fost un fotbalist român ce a jucat pe postul de mijlocaș.

## Cariera internațională
Mihai Romilă a jucat 18 meciuri pentru echipa națională de fotbal a României, inclusiv în calificările la Euro 1976 și Euro 1980 și în calificările la Campionatul Mondial din 1978. El a marcat un gol dintr-o lovitură de pedeapsă într-un meci amical cu Grecia care s-a încheiat cu înfrângerea României cu scorul 1-2. Romilă a jucat, de asemenea, un meci pentru echipa olimpică de fotbal a României care s-a încheiat cu o victorie cu 1-0 împotriva Franței în calificările pentru Jocurile Olimpice de vară din 1976.

## Palmares

### Jucător
Politehnica Iași
- Divizia B: 1972–1973, 1981–1982[1]

## Legături externe
- Mihai Romilă la Labtof.ro